# The One I Wrote for You
The One I Wrote for You es una película estadounidense de drama, musical y familiar de 2014, dirigida por Andy Lauer, escrita por David Kauffman y Steven Sessions, musicalizada por Keith Harter, en la fotografía estuvo Philip Roy y los protagonistas son Cheyenne Jackson, Kevin Pollak y Christine Woods, entre otros. El filme se estrenó el 14 de noviembre de 2014.

## Sinopsis
Un cantante y compositor, que abandonó su sueño, es parte de un concurso de producción de canciones en un reality de televisión. Pero luego de que le fuera mal en las dos primeras rondas, toma una actitud de triunfar sea como sea.